# دوزکوی
دوزکوی (به ترکی استانبولی: Düzköy) یک منطقهٔ مسکونی در ترکیه است که در استان ترابزون واقع شده‌است.